# Дмитро-Дарьевка
Дмитро-Дарьевка (укр. Дмитро-Дар'ївка) — село в Александровской поселковой общине Краматорского района Донецкой области Украины.

## Общие сведения
Население по переписи 2001 года составляло 285 человек. Почтовый индекс — 84005. Телефонный код — 6269.